# Zofia Dudkiewicz
Zofia Dudkiewicz – polski naukowiec, profesor nauk medycznych, chirurg dziecięcy, chirurg szczękowo-twarzowy.

## Praca zawodowa i naukowa
Absolwentka Akademii Medycznej w Warszawie – Wydziału Stomatologii oraz Wydziału Lekarskiego. Praktykę lekarską rozpoczęła w Klinice Chirurgii Szczękowej Instytutu Stomatologii Akademii Medycznej w Warszawie. W 1971 roku rozpoczęła pracę w Klinice Chirurgii Dzieci i Młodzieży w Instytucie Matki i Dziecka. W 1998 roku została kierownikiem Centrum Wad Twarzoczaszki i Chirurgii Endoskopowej w tym Instytucie. W latach 1999–2011 kierownik Kliniki Chirurgii Dzieci i Młodzieży w Instytucie Matki i Dziecka. Od 2011 roku kierownik medyczny Centrum Leczenia Wad i Zaburzeń Rozwojowych Formmed.
Tytuł doktora nauk medycznych uzyskała w 1983 roku. W 1990 obroniła pracę habilitacyjną „Wielokierunkowa ocena zastosowanej własnej jednoetapowej metody w leczeniu chirurgicznym jednostronnych całkowitych rozszczepów podniebienia pierwotnego i wtórnego”. Tytuł profesora zwyczajnego nauk medycznych uzyskała w 2000 roku.
W 1973 roku została członkiem Polskiego Towarzystwa Chirurgów Dziecięcych, w którym w latach 1992–2000 pełniła funkcję Przewodniczącej Sekcji Chirurgii Plastycznej. Od 1987 roku członek Towarzystwa Chirurgii Plastycznej i Rekonstrukcyjnej, a od 1988 roku europejskiej organizacji zajmującej się zespołowym leczeniem dzieci z rozszczepem wargi i podniebienia Eurocleft. W latach 80. rozpoczęła wykonywanie usuwania wad rozszczepów wargi i podniebienia metodą jednoetapową, opracowując proces leczenia obejmujący oprócz zabiegów chirurgicznych leczenie ortodontyczne i foniatryczno-logopedyczne.

## Główne zainteresowania naukowe
Stworzyła i propaguje metody wczesnych i jednoetapowych operacji usuwania wad wrodzonych u dzieci skracających okres leczenia i liczbę operacji.
W latach 80. rozpoczęła wykonywanie usuwania wad rozszczepów wargi i podniebienia metodą jednoetapową oraz opracowała cały proces leczenia obejmujący oprócz zabiegów chirurgicznych leczenie ortodontyczne i foniatryczno-logopedyczne. Opracowana przez nią technika operacyjna wykazuje dużą skuteczność czynnościową oraz daje możliwość wyleczenia dziecka już w wieku przedszkolnym a także ogranicza powikłania chirurgiczne do 1%.
Wprowadziła nowe metody operacyjne umożliwiające jednoetapowe leczenie spodziectwa prąciowego, mosznowego i kroczowego oraz nowe metody leczenia sekwencji Pierre’a Robina.
Prowadzi również badania i zabiegi operacyjne w zakresie deformacji czaszki (głowa łódkowata, wieżowata, skośnogłowie, hyperterolyzm), guzów naczyniowych twarzy, zaburzeń rozwojowych oraz pourazowych i pozapalnych części twarzowej czaszki, olbrzymich znamion barwnikowych.
Mając na uwadze aspekty psychologiczne przyszłego rozwoju dziecka udowadnia, że leczenie chirurgiczne wad wrodzonych może być ukończone w wieku 2-3 lat, tak aby dziecko nie było świadome swej odmienności.

## Publikacje
Jest autorem lub współautorem 250 prac oryginalnych, opublikowanych w recenzowanych czasopismach polskich i zagranicznych. Publikuje między innymi w takich czasopismach jak Medical Science, Standardy Medyczne, Journal of Pediatric Surgery, Pediatria Polska, Polski Przegląd Chirurgiczny, Journal of Cranio-Maxillofacial Surgery, Medycyna Wieku Rozwojowego, Nowa Pediatria, Surgery in Childhood International, British Journal of Oral and Maxillofacial Surgery, Problemy Chirurgii Dziecięcej, European Journal of Orthodontics, International Journal Oral & Maxillofacial Surgery.

## Odznaczenia
W 2012 roku odznaczona za wybitne zasługi w pracy naukowo-badawczej na rzecz ochrony zdrowia matki i dziecka Krzyżem Kawalerskim Orderu Odrodzenia Polski.